# Gaspar Ventura Meseguer
Gaspar Ventura Meseguer (Barcelona; 5 de febrer de 1955) és un exnedador i ex waterpolista català. Com a jugador va guanyar un bronze als Jocs Mediterranis de 1975 i un diploma olímpic als Jocs de Moscou 1980. Posteriorment va seguir vinculat al waterpolo com a directiu i entrenador. Va ser seleccionador de l'equip femení espanyol (1998-2003).

## Biografia

### Vida personal
És germà del jugador i entrenador de waterpolo Antoni Ventura, i pare de la waterpolista internacional Mireia Ventura.

### Com a esportista
Nascut al barri barceloní del Poblenou, va iniciar la seva trajectòria a l'equip local, el Club Natació Poble Nou. El 1974 es va incorporar al Club Natació Barcelona, on va guanyar la lliga del 1975. El 1977, després de finalitzar el servei militar, es va establir a Manresa, on va ser jugador-entrenador del Club Natació Manresa fins a la seva retirada, el 1986.
Durant la seva carrera va compaginar el waterpolo amb la natació. Com a nedador va destacar en proves en aigües obertes, amb la seva doble victòria a la Copa Nadal (1975 i 1976) i a la Travessia del Port de Barcelona (1974 i 1975), considerat el Campionat de Catalunya de gran fons.
Entre 1972 i 1980 va ser internacional en 211 partits amb la selecció espanyola de waterpolo. Amb el combinat estatal va guanyar la medalla de bronze als Jocs Mediterranis de 1975. Va participar en els Jocs Olímpics de Múnic 1972 i Moscou 1980, on va aconseguir un diploma olímpic, primer gran èxit internacional del waterpolo espanyol. Va disputar també dos Campionats Europeus (1974 i 1977) i tres Campionats Mundials (1973, 1975 i 1978).

### Com a entrenador
Des de la seva joventut va compaginar la pràctica esportiva amb el rol tècnic i formatiu. Va començar durant la seva etapa al CN Barcelona, entrenant les categories inferiors i va ser campió d'Espanya de waterpolo amb l'equip juvenil. Quan va fitxar pel CN Manresa va assumir la direcció dels cursos de natació del club, i va compaginar el paper de jugador de l'equip de waterpolo amb el d'entrenador. Va portar el club manresà a assolir els majors èxits de la seva història, amb dos subcampionats de lliga (1977 i 1980) i dues participacions en europees en la Recopa.
El 1986 va marxar a la banqueta del Club Natació Catalunya. Va estar al capdavant de l'equip durant els anys daurats de l'entitat, en què va conquistar les tres primeres Lligues (1989, 1990 i 1991) i Copes del Rei (1987, 1990 i 1991) de la seva història, a més de la Recopa d'Europa i la Supercopa europea (totes dues el 1992). La temporada 1997-98 va entrenar el Club Natació Sant Feliu.
Al juny de 1989 va dirigir a la primera Selecció femenina de waterpolo d'Espanya, que va perdre el primer partit de la seva història per 11-2 contra Itàlia. Posteriorment va ser seleccionador femení entre 1998 i 2003.
Tot i que havia deixat les banquetes el 2003, el 2015 va tornar per dirigir el Club Natació Minorisa manresà, on es va jubilar definitivament com a entrenador en finalitzar la temporada 2017-18.

### Com a dirigent esportiu
Ventura ha estat vocal (1998-2007) i president (2008-2012) de la comissió de waterpolo de la Reial Federació Espanyola de Natació. Va ser gerent del CN Manresa des de 1996 fins a 2012, quan l'Ajuntament de Manresa va multar el club per la falta de titulació de Ventura per exercir el càrrec. L'entitat es va dissoldre un any més tard, a causa dels deutes acumulats. Posteriorment va ocupar la direcció tècnica del Club Natació Sant Andreu.